# Unity of Lynn
Le Unity of Lynn est un ancien smack britannique servant de voilier de plaisance.

Son port d'attache actuel est le Port Saint-Goustan à Auray dans le Morbihan. 

Son immatriculation est : C 34533, quartier maritime de Paimpol.

## Histoire
Ce smack a été construit en 1906 sur le chantier Alexander Gostelow à King's Lynn dans le Nordfolk. C'était un bateau de pêche traditionnel à la crevette au chalut des côtes anglaises. Il a subi une première restauration, en 1995, au chantier Elephant Hollowshore Boatyard  à Bursledon, entre Southampton et Portsmouth. 

Il a été importé en France en 2004 pour devenir un voilier de plaisance privé.
En 2012 il a été restauré une nouvelle fois en France  au chantier naval  Gilles Conrath de Paimpol et a obtenu le label BIP de la Fondation du patrimoine maritime et fluvial.
Il a participé à Brest 2008 et au Semaine du Golfe 2015.
Son port d'attache depuis Octobre 2022, est Port-navalo sur la commune d'ARZON et vous pouvez embarquer à bord pour des balades privatives dans le Golfe du Morbihan. Il a intégré la flottille du KROG E BARZ, réplique d'un langoustier.

## Caractéristique
Ce cotre a un mât possède quatre voiles : une grand-voile à corne, un flèche, un foc et une trinquette.